# 日限萬里子
日限 萬里子（ひぎり まりこ、1942年11月1日 - 2005年3月14日）は、大阪・島之内出身の実業家・空間プロデューサー。大阪・ミナミのさびれた一角に店を出したことで若者の集まる街の自然発生のきっかけを作り、アメリカ村の産みの親となったことで知られる。

## 来歴
1969年に大阪・ミナミの心斎橋の近くにあった倉庫街だった炭屋町に喫茶店「LOOP」を開店。この後、サーファーショップなどアメリカからの輸入雑貨などの店が近辺に増え始めたことから、「アメリカ村」を提唱。1978年にはディスコ「PALMS」も開業し、大阪でのディスコブームの火付け役となった。
アメリカ村が軌道に乗り来街する人数が増えた1987年には、隣接するさびれたビジネス地区の南堀江にクラブ「LIFE」、1990年に「QOO」を演出し、いずれも大阪での新しいコンセプトのクラブやカフェの火付け役となった。1998年に堀江公園付近にカフェ「ミュゼ大阪」を演出し南堀江の新しい町作りの発信源とし、2000年代に堀江地区に多くの路面店・雑貨店・カフェが集積するきっかけとなった。